# بن كرستن
بن كرستن (بالإنجليزية: Ben Kersten) مواليد 21 سبتمبر 1981 في ولونغونغ، هو دراج أسترالي. شارك وحقق ميدالية في دورة ألعاب الكومنولث.

## الميداليات
| الميدالية | المسابقة                  |
| --------- | ------------------------- |
| ذهبية     | دورة ألعاب الكومنولث 2006 |

## روابط خارجية
- بن كرستن على موقع الاتحاد الدولي للدراجات (الإنجليزية)
- بن كرستن على موقع أرشيف الدراجات (الإنجليزية)
- بن كرستن على موقع إحصائيات الدراجات الإحترافية (الإنجليزية)
- بن كرستن على موقع دورة ألعاب الكومنولث 2006 (مؤرشف) (الإنجليزية)